# Милан Вушурович
Милан Вушурович (чорн. Милан Вушуровић / Milan Vušurović, нар. 18 квітня 1995, Цетинє) — чорногорський футболіст, півзахисник клубу «Морнар» та молодіжної збірної Чорногорії.
Виступав також за клуб «Ловчен».
Чемпіон Латвії. Володар Кубка Латвії.

## Клубна кар'єра
Народився 18 квітня 1995 року в місті Цетинє. Вихованець футбольної школи клубу «Ловчен». Дорослу футбольну кар'єру розпочав 2012 року в основній команді того ж клубу, в якій провів три сезони, взявши участь у 53 матчах чемпіонату. 
Згодом з 2015 по 2024 рік грав у складі команд «Будучност», «Рига», «Верея», «Ботев» (Враца), «Напредак» (Крушевац), «Радник» (Бієліна), «Борац» (Баня-Лука), «Аль-Оруба» (Ер-Ріяд) та «Дечич».
До складу клубу «Морнар» приєднався 2024 року. Станом на 1 липня 2025 року відіграв за клуб з Бара 52 матчі в національному чемпіонаті.

## Виступи за збірні
У 2013 році дебютував у складі юнацької збірної Чорногорії (U-19), загалом на юнацькому рівні взяв участь у 3 іграх, відзначившись одним забитим голом.
Протягом 2015–2016 років залучався до складу молодіжної збірної Чорногорії. На молодіжному рівні зіграв у 10 офіційних матчах.

## Титули і досягнення
- Чемпіон Латвії (1):

«Рига»: 2018
- Володар Кубка Латвії (1):

«Рига»: 2018